# 3. март
3. март (03.03) је 62. дан у години по грегоријанском календару (63. у преступној години). До краја године има још 303 дана.

## Догађаји
- 1431 — Габријел Кондулмер је као папа Евгеније IV наследио на том месту Мартина V.
- 1799 — Окончана је руско-османска опсада Крфа предајом француског гарнизона.
- 1808 — Француске трупе под командом маршала Жоашен Мире заузеле Мадрид.
- 1820 — Амерички Конгрес је усвојио компромис из Мисурија.
- 1845 — Флорида је примљена у Унију као 27. америчка држава.
- 1861 — Царским манифестом и Законом о правном положају сељак цар Александар II је укинуо кметство у Русији.
- 1875 — Одржана је премијера опера Кармен Жоржа Бизеа у париској Опери комик.
- 1878 — Потписивањем Санстефанског мира окончан је Руско-турски рат и предвиђено стварање Велике Бугарске као кнежевине Османског царства..
- 1886 — Србија и Бугарска су закључиле Букурештански мир којим је окончан Српско-бугарски рат.
- 1918 — У Брест-Литовску потписан мировни уговор Совјетске Русије и Немачке и њених савезника у Првом светском рату.
- 1924 — Народна скупштина у Анкари укинула муслимански калифат и протерала из земље калифа Абдулмеџида II и његову породицу.
- 1924 — Краљевина Италија је анектирала Слободну Државу Ријеку.
- 1932 — Јапан је прогласио независност Манџурије на челу са свргнутим кинеским царем Пу Јием (царевима Манџукуо).
- 1944 — Амерички ратни авиони су се први пут у Другом светском рату појавили изнад Берлина.
- 1974 — У дотад најтежој несрећи у историји цивилног ваздухопловства, погинуло је свих 346 особа у турском путничком авиону DC-10, који се срушио близу Париза.
- 1980 — Француски председник Валери Жискар Д'Естен је у разговору с државницима арапских земаља Персијског залива први пут у званичној форми признао палестинском народу право на самоопредељење.
- 1980 — Вођа партије ЗАПУ Роберт Мугабе убедљивом већином добио прве слободне изборе у Родезији и потом формирао прву већинску црначку владу.
- 1991 — Становници Летоније и Естоније убедљивом већином гласали за независност од Совјетског Савеза.
  - 1991 — Брутално пребијање Роднија Кинга од стране припадника Лос Анђелеске полиције, чије је накнадно ослобађање после судског процеса, било повод за велике нереде у Лос Анђелесу 1992. године.
- 1996 — У Шпанији је конзервативна Народна партија Хосеа Марије Аснара добила парламентарне изборе, окончавши 13 година владавине социјалистичког премијера Фелипеа Гонзалеза.
  - У експлозији бомбе у аутобусу у центру Јерусалима погинуло 19 људи, међу којима и бомбаш-самоубица.
  - Југословенске власти ухапсиле Радослава Кременовића и Дражена Ердемовића, које је Хашки суд осумњичио за ратне злочине почињене у Сребреници у јулу 1995, и предале их Међународном суду. Кременовић, после истраге, пуштен у мају јер суд није доказао његову кривицу, а Ердемовић, први оптужени који је признао кривицу, осуђен на пет година затвора.
- 1997 — Најмање 125 људи погинуло, а више од 450 повређено када је путнички воз у пакистанској провинцији Пенџаб у пуној брзини излетео из шина.
- 2000 — Међународни суд за ратне злочине у Хагу осудио ратног команданта снага босанских Хрвата, генерала Тихомира Блашкића, на 45 година затвора због злочина које су хрватске снаге починиле над муслиманима у средњој Босни, од 1992. до 1994. године.
- 2002 — Швајцарци су се на референдуму изјаснили за улазак своје земље у Уједињене нације.
- 2003 — Посланици Скупштине Србије и Црне Горе изабрали су Драгољуба Мићуновића за председника парламента новоформиране државне заједнице.
- 2004 — Србија, после ванредних парламентарних избора, добила мањинску владу на челу с Војиславом Коштуницом, лидером Демократске странке Србије. Влада изабрана уз подршку Социјалистичке партије Србије, а чине је ДСС, Г17 плус и коалиција Српског покрета обнове и Нове Србије.
  - Сенат Француске изгласао је огромном већином забрану ученицима у државним школама, истакнуто ношење верских обележја. Расправа је покренута због ученица које су носиле мараме на муслимански начин, и тиме нарушиле „лаицизам“ у школама.

## Рођења
- 1845 — Георг Кантор, немачки математичар, утемељивач теорије скупова. (прем. 1918)[1]
- 1847 — Александер Грејам Бел, амерички научник и проналазач. (прем. 1922)[2]
- 1871 — Морис Гарен, француски бициклиста. (прем. 1957)[3]
- 1911 — Џин Харлоу, америчка глумица. (прем. 1937)[4]
- 1921 — Мирослав Чангаловић, српски оперски и концертни певач. (прем. 1999)[5]
- 1922 — Нандор Хидегкути, мађарски фудбалер и фудбалски тренер. (прем. 2002)[6]
- 1941 — Недељко Билкић, босанскохерцеговачко-српски певач.
- 1945 — Џорџ Милер, аустралијски редитељ, сценариста и продуцент.[7]
- 1947 — Градимир Стојковић, српски књижевник. (прем. 2025)
- 1953 — Зико, бразилски фудбалер и фудбалски тренер.[8]
- 1954 — Јелица Сретеновић, српска глумица.[9]
- 1956 — Збигњев Боњек, пољски фудбалер и фудбалски тренер.[10]
- 1958 — Миранда Ричардсон, енглеска глумица.[11]
- 1959 — Душко Вујошевић, црногорско-српски кошаркашки тренер.[12]
- 1962 — Џеки Џојнер Керси, америчка атлетичарка.[13]
- 1965 — Драган Стојковић, српски фудбалер и фудбалски тренер.[14]
- 1966 — Фернандо Колунга, мексички глумац.[15]
- 1970 — Џули Боуен, америчка глумица и модел.[16]
- 1972 — Жељко Топаловић, српски кошаркаш.[17]
- 1974 — Игор Перовић, српски кошаркаш и кошаркашки тренер.[18]
- 1977 — Нинослав Марјановић, српски кошаркаш.[19]
- 1980 — Кетрин Вотерстон, америчка глумица.[20]
- 1982 — Џесика Бил, америчка глумица, модел, продуценткиња и певачица.[21]
- 1982 — Рафа Мартинез, шпански кошаркаш.[22]
- 1985 — Татјана Ђорђевић, српска музичарка.
- 1987 — Шрада Капур, индијска глумица и певачица.[23]
- 1989 — Душан Катнић, српски кошаркаш.[24]
- 1990 — Владимир Јанковић, грчко-српски кошаркаш.[25]
- 1991 — Виктор Елијас, шпански глумац и певач.[26]
- 1993 — Антонио Ридигер, немачки фудбалер.[27]
- 1997 — Камила Кабело, кубанско-америчка музичарка.[28]
- 1998 — Џејсон Тејтум, амерички кошаркаш.[29]
- 2002 — Лоренцо Мусети, италијански тенисер.

## Смрти
- 1111 — Боемунд I, оснивач Антиохијске кнежевине и један од вођа Првог крсташког рата. (рођ. 1058)
- 1703 — Роберт Хук, енглески физичар (рођ. 1635).[30]
- 1707 — Цар Аурангзеб, најмлађи син Шах Џахана  (рођ. 1618)[31]
- 1792 — Роберт Адам, шкотски архитекта и декоратер. (рођ. 1728)[32]
- 1922 — Владимир Јовановић, политичар. (рођ. 1833)
- 1965 — Катарина Богдановић, српска филозофкиња, педагошкиња, књижевница, књижевна критичарка. (рођ. 1885)[33]
- 1987 — Дени Кеј, амерички позоришни и филмски глумац (рођ. 1911)[34]
- 1988 — Хенрик Шеринг, пољски виолиниста (рођ. 1918)[35]
- 1991 —
  - Вилијам Џорџ Пени, енглески атомски физичар и математичар. (рођ. 1909)[36]
  - Серж Гензбур, француски певач, композитор и глумац.(рођ. 1928)
- 1993 — Алберт Брус Сејбин, амерички вирусолог пореклом пољски Јевреј (рођ. 1906)[37]
- 1996 — Маргарет Дирас, француска списатељица.  (рођ. 1914)[38]
- 2003 — Хорст Бухолц, немачки филмски глумац, један од "седморице величанствених". (рођ. 1933)
- 2005 — Ринус Михелс, је бивши холандски фудбалски тренер. (прем. 1928)[39]
- 2008 — Ђузепе ди Стефано, италијански тенор. (рођ. 1921)[40]
- 2010 — Момо Капор, сликар, новинар, писац. (рођ. 1937)[41]
- 2018 — Сабит Хаџић, југословенски кошаркаш. (рођ. 1957)[42]

## Празници и дани сећања
- Српска православна црква слави:
  - Светог Лава I - папу римског.
  - Светог Флавијана
- Хина мацури, јапански празник